# Quincy Detenamo
Quincy Detenamo (* 8. März 1979 in Buada) ist ein nauruischer Gewichtheber. Sein Onkel Vinson Detenamo ist früherer Parlamentarier und Präsident des Nauruischen Nationalen Olympischen Komitees; sein Vetter Itte Detenamo war Teilnehmer der Spiele in Athen.
Er nahm an den Commonwealth Games 1998 und 2002 sowie an den Olympischen Spielen in Atlanta 1996 teil, wo er einer der ersten drei Athleten war, welche Nauru bei den Olympischen Spielen vertraten. 1999 stellte er bei den South Pacific Games einen neuen Rekord in der 77-Kilo-Klasse auf. Für die Olympischen Spiele in Athen hatte er keine Pläne, anzutreten.
Im August 2004 hatten zwei von Detenamos Tanten einem Justizgericht von Melbourne eine Erklärung abgegeben, dass ihr Neffe in den Mordfall einer australischen Teilzeit-Prostituierten involviert wäre; Detenamo war am 4. August 2004 beim Melbourne Airport von der Polizei verhaftet worden, als er zum Training nach Fidschi fliegen wollte. Er war zur Tatzeit in Melbourne, um die australische Gewichtheberin Caroline Pileggi bei Dopingvorwürfen gegen sie zu unterstützen. Das Urteil in dem Prozess hätte bis zum 16. August gefällt werden sollen, was jedoch aus unbekannten Gründen vertagt wurde. Am 7. März 2005 wurde der Prozess fortgesetzt; gemäß dem Obduktionsbericht wurden DNA-Spuren von Detenamo auf dem Leichnam gefunden. Am 5. Oktober 2005 begann der Prozess vor dem Obersten Gericht in Melbourne, am 14. Oktober wurde er zwar der Beschuldigung des Mords freigesprochen, jedoch wegen Totschlags verurteilt. Bis zur Urteilsverkündung verblieb Detenamo in Untersuchungshaft. Am 14. Dezember wurde er schließlich vom Melbourner Gericht zu neun Jahren Haftstrafe verurteilt; er kann bei guter Führung nach sieben Jahren entlassen werden.